# 马恩达马尔里
马恩达马尔里（Mandamarri），是印度安得拉邦Adilabad县的一个城镇。总人口66176（2001年）。

## 人口
该地2001年总人口66176人，其中男性33778人，女性32398人；0—6岁人口6929人，其中男3484人，女3445人；识字率60.95%，其中男性为69.59%，女性为51.94%。